# Stallikon
Stallikon är en ort och kommun i distriktet Affoltern i kantonen Zürich, Schweiz. Kommunen har 3 879 invånare (2023).
Kommunen sträcker sig längs Albisbergen och inkluderar Üetliberg.  I kommunen ligger också orten Sellenbüren.

## Befolkning
| Befolkningsutveckling | Befolkningsutveckling |
| År                    | Befolkning            |
| --------------------- | --------------------- |
| 1643                  | 624                   |
| 1772                  | 983                   |
| 1860                  | 906                   |
| 1910                  | 570                   |
| 1960                  | 748                   |
| 1990                  | 2020                  |

## Politik
I valet 2007 tog schweiziska folkpartiet SVP hem 39,8 procent av rösterna.